# La lloba
La lloba (títol original en anglès The Little Foxes) és una pel·lícula estatunidenca dirigida per William Wyler i estrenada l'any 1941. Basada en l'obra teatral de Lillian Hellman, i adaptada per ella mateixa al cinema, La lloba és considerada en alguns casos com la millor pel·lícula de Wyler. Un factor rellevant del seu èxit va ser la interpretació magistral de Bette Davis, que va ser nominada per l'Oscar a la millor actriu de 1941.

## Argument
L'acció transcorre a la fi del segle XIX a una petita ciutat del sud dels Estats Units. Regina (Bette Davis), l'esposa del banquer local, Horace Giddens (Herbert Marshall), al costat dels seus dos germans, Ben (Charles Dingle) i Oscar (Carl Benton Reid), individus de pocs escrúpols, decideixen portar a la pràctica el somni de tota la seva vida: aixecar una gran fàbrica de cotó portada per mà d'obra barata i amb la qual es faran encara més rics. Ben i Oscar conspiren amb la seva germana Regina, perquè aconsegueixi que el seu marit inverteixi en el negoci, ja que ell és l'autèntic amo de la seva fortuna. Regina envia a la seva filla, Alexandra (Teresa Wright), a buscar a Horace, que està a Baltimore recuperant-se d'un atac al cor.
Horace refusa l'oferta emparant-se en el seu fràgil estat de salut i Regina insisteix i l'anima, però Horace es manté en els seus tretze. En realitat, a Horace el preocupa l'estat de la seva filla i procura apartar-la de l'ambient d'aquesta família. Davant això i desesperats, Ben i Oscar persuadeixen Leo (Dan Duryea), el nebot d'Horace, perquè li robi al seu oncle, ja que treballa en el seu banc i coneix el contingut de la seva caixa de seguretat personal. Sospitant el robatori, Regina intenta fer xantatge als seus germans perquè li donin la seva part del negoci. Però Horace s'avança i desbarata el pla. Quan torna a casa, Horace li comunica que ha canviat el testament i que ella només s'emportarà deutes. Horace sofreix una crisi cardíaca i Regina li nega la medicina, provocant-li així la mort. Tanmateix, abans de morir usa les seves últimes forces a demanar a la seva filla que s'allunyi de la seva mare i que es casi amb David, un periodista al qual Regina rebutja. Mentre Ben comenta amb la seva germana les circumstàncies de la mort d'Horace, Alexandra els escolta, i descobreix la maldat de la seva mare i finalment troba les forces per abandonar aquesta casa i marxar-se amb David. Regina, abatuda, la veu allunyar-se des de la finestra.

## Crítica
L'obra mostra la irresistible ascensió d'una dona casada amb un home malalt a qui deixa morir amb la
finalitat d'obtenir la seva herència. Corren els anys posteriors a la guerra civil dels Estats Units i els ex potencialment sudistes tracten de convertir les seves plantacions en factories industrials. El film estudia no només la perversa però suggestiva personalitat de la protagonista sinó el complex entramat social de l'època.
Lillian Hellman ja havia col·laborat amb Wyler a These Three, una de les primeres pel·lícules
on s'abordava, encara que molt subtilment, el tema del lesbianisme. El guió de La lloba i la seva posada en escena es beneficien a més de l'excel·lent fotografia de l'operador Gregg Toland.
Bette Davis era per aquell temps la màxima estrella de la companyia i el seu joc interpretatiu ple d'emotivitat i passió l'havia convertit en una de les més populars actrius de Hollywood.

## Repartiment
- Bette Davis: Regina Hubbard Giddens
- Herbert Marshall: Horace Giddens
- Theresa Wright: Alexandra Giddens
- Richard Carlson: David Hewitt
- Patricia Collinge: Birdie Hubbard
- Dan Duryea: Leo Hubbard
- Charles Dingle: Ben Hubbard
- Carl Benton Reid: Oscar Hubbard
- Jessie Grayson: Addie
- Russell Hicks: William Marshall
- John Marriott: Cal

## Premis
La pel·lícula va estar nominada a 9 Oscars, però no en va aconseguir cap:
- Millor pel·lícula
- Millor director
- Millor actriu (Bette Davis)
- Millor actriu secundària (Patricia Collinge and Teresa Wright)
- Millor guió adaptat
- Millor música
- Millor muntatge
- Millor direcció artística (Stephen Goosson, Howard Bristol)